# Gruß und Kuß vom Tegernsee
Gruß und Kuß vom Tegernsee ist eine deutsche Filmkomödie von Rudolf Schündler aus dem Jahr 1957. Die Hauptrollen in dieser Verwechslungskomödie um eine Studentin, die am Tegernsee vorgibt, die Tochter eines amerikanischen Millionärs zu sein, sind mit Elma Karlowa, Bert Fortell und Ruth Stephan besetzt, tragende Rollen mit Harald Juhnke, Christiane Maybach, Kurt Großkurth und Monika Dahlberg.

## Handlung
Die Amerikanerin Pat Hoover, Tochter eines reichen deutschen Hoteliers, soll die Hotelberufsfachschule in Bad Wiessee besuchen, hat jedoch keine Lust dazu. Viel lieber geht sie nach Paris, wo sie sich mit ihrem Geliebten Billy treffen will. So engagiert sie die Musikstudentin Lissy, die sie auf der Schule vertreten soll. Lissy stammt aus Jugoslawien, spricht Deutsch also ebenfalls mit Akzent, sodass der Schwindel nicht auffallen sollte. Lissy willigt in die Komödie ein, wird sie von Pat doch bezahlt und kann so ihr Studium finanzieren. Mit Kleidern und Kaugummi von Pat erscheint sie in der Schule und wird von den Leitern Dorothea und Amandus euphorisch begrüßt, bedeutet die Ankunft der Tochter eines Millionärs doch auch eine blendende Zukunft für die Schule. Nur mit Mühe kann Lissy die Maskerade zu Beginn aufrechterhalten.
Amandus’ Neffe Max wittert in der vermeintlich oberflächlichen Amerikanerin eine leicht auszunehmende Partie, doch belauscht Lissy ihn und kann ihn auf einem Ausflug mit den anderen Schülerinnen der Schule bloßstellen. Nach einiger Zeit lernen sich Lissy und Max besser kennen und verlieben sich ineinander. Die Lage verkompliziert sich, als Pats Liebhaber Billy im Dorf erscheint, der seine Freundin heimlich besuchen will, ist Pats Vater doch gegen die Beziehung. Er ahnt zu dieser Zeit noch nicht, dass Pat sich in Paris aufhält. Billy erkennt natürlich, dass Lissy nicht Pat ist, spielt das Spiel jedoch mit, da er sich doch Hals über Kopf in die Kioskverkäuferin Steffi verliebt hat und Pat nicht vermisst. Max wiederum findet heraus, dass Billy Pats/Lissys Freund ist und glaubt, dass Lissy nur mit ihm gespielt hat. Er wendet sich von Lissy ab, sodass sie keine Chance hat, ihm die undurchsichtige Lage zu erklären.
In Bad Wiessee wird auch aufgrund von Lissys Unterstützung ein Seefest stattfinden, das Max schon lange veranstalten wollte. Bisher scheiterte er stets an Amandus’ Gegenwehr. Zum Fest kündigt sich zu Lissys Bestürzung auch Mr. Hoover als Gast an. In großer Eile wird Pat aus Paris geholt, um ihren Platz in der Schule einzunehmen, damit geht alles gut. Das Fest, bei dem die aktuellen Sänger und Tänzer auftreten, wird ein großer Erfolg. Max erkennt, dass Lissy nicht die Amerikanerin und auch nicht Billys Freundin war. Es kommt zur Versöhnung. Billy wiederum gibt Pat auf und kommt mit Steffi zusammen.

## Produktion

### Dreharbeiten
Gruß und Kuß vom Tegernsee wurde am Tegernsee sowie in den Münchener Bavaria-Studios gedreht. Die Kostüme schuf Ursula Sentz, die Filmbauten stammen von Willi A. Herrmann und Heinrich Weidemann. Im Film treten die deutschen Schönheitsköniginnen des Jahres 1957 auf. 

### Musik im Film
Im Film sind verschiedene Lieder zu hören:
- Hansen-Quartett: Gruß und Kuß vom Tegernsee
- Die Starsingers (Die Starlets): Der verliebte Kuckuck
- Paul Würges und Band: Black Boy Jackie
- Hansen-Quartett: Zuckerpüppi
- Lale Andersen: Südwind – Westwind
- Rudi Hofstetter und Inge Buchner: Wann wird das sein
- Kenneth Spencer: Sowas kommt vor

Es spielen zudem das Südfunk-Tanzorchester Erwin Lehn und das FFB-Orchester. Es tanzen Anna Luise Schubert, Liane Müller, Karl-Heinz King, das Ballett des Fernsehsenders Stuttgart sowie George Tapps and his Dancers aus New York. Paul Würges’ Titel Black Boy Jackie wurde seinerzeit von Decca als Vinylsingle herausgebracht. Würges wurde zu der Zeit als deutscher Bill Haley bezeichnet.

### Veröffentlichung
Der Film erlebte am 19. Dezember 1957 im Münchener Theater am Karlstor seine Premiere. Am 8. August 1971 lief er erstmals im Programm der ARD im deutschen Fernsehen. In den USA wurde er im Jahr 1964 veröffentlicht.
Der Film wurde von der Edel Germany GmbH am 25. August 2017 zusammen mit dem Schlagerfilm Unter Palmen am blauen Meer in der Rubrik „Kino-Legenden Vol. 9 Harald Juhnke“ auf DVD veröffentlicht. Am 20. Oktober 2017 veröffentlichte die Edel Germany GmbH den Film dann als Einzelfilm auf DVD.

## Kritik
Der film-dienst nannte Gruß und Kuß vom Tegernsee zwar ein „albernes Verwechslungsspiel mit Revueeinlagen und viel Klamauk“ rang sich dann aber zu dem Fazit durch: „Flott durchgespielte Mischung aus Heimatfilm und Musical mit ein paar originellen Einfällen.“
Cinema meinte, dies sei eine „nach bekannten Mustern gestrickte Komödie“, in der „leider […] auch gesungen“ wird.
Das Programmmagazin Hörzu schrieb, Rudolf Schündler sei „mit diesem Lustspiel ein Heimatfilm der besonderen Art gelungen“ […], in dem „neben Elma Karlowa und Bert Fortell in den Hauptrollen vor allem der junge Harald Juhnke in der Rolle des amerikanischen Verlobten Bill zu bewundern“ sei. Das Gesamturteil lautete: „annehmbar“.
Auf der Seite Country Mag war man der Meinung, „wer den landschaftlich bezaubernden Tegernsee zu schätzen“ wisse, werde „von den hier gezeigten Aufnahmen sicherlich sehr angetan sein“. Wer dann auch noch „ein Faible für die damaligen Schlagerfilme“ habe, werde „hier ebenfalls sehr zufrieden sein“, denn der Film beinhalte „alle erwarteten Zutaten: eine nicht ganz ernst zu nehmende Geschichte, einige der damals bekannten Darsteller, ein paar nette Songtitel, und ein Happy-End“.